# Heinrich Düll

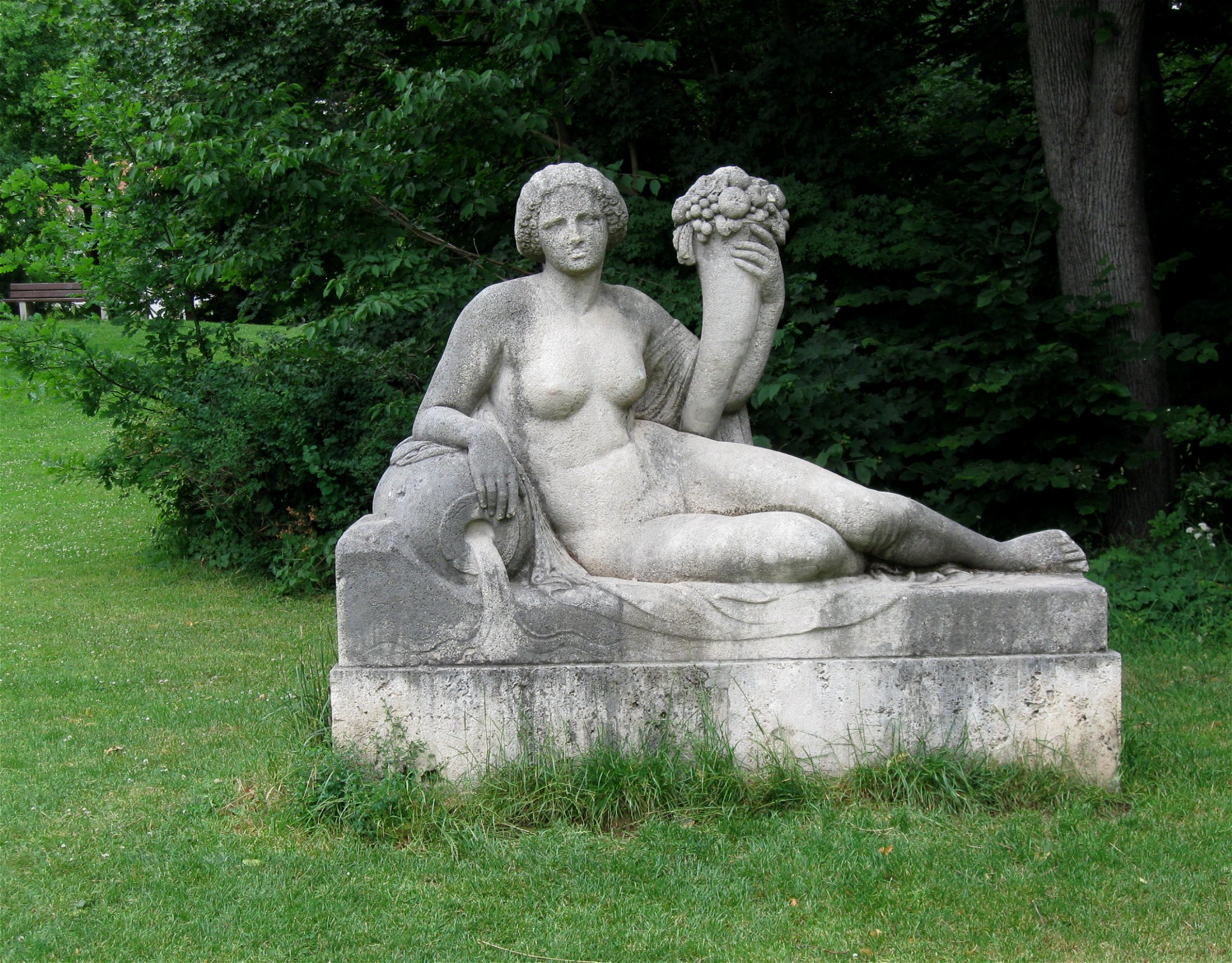
Nymphe par Heinrich Düll et Georg Pezold, au Bavariapark de Munich.

Heinrich Düll, né le 19 septembre 1867 à Munich et mort le 17 mars 1956 à Frauenchiemsee, est un sculpteur allemand et musicien de l'époque du prince-régent.

## Biographie

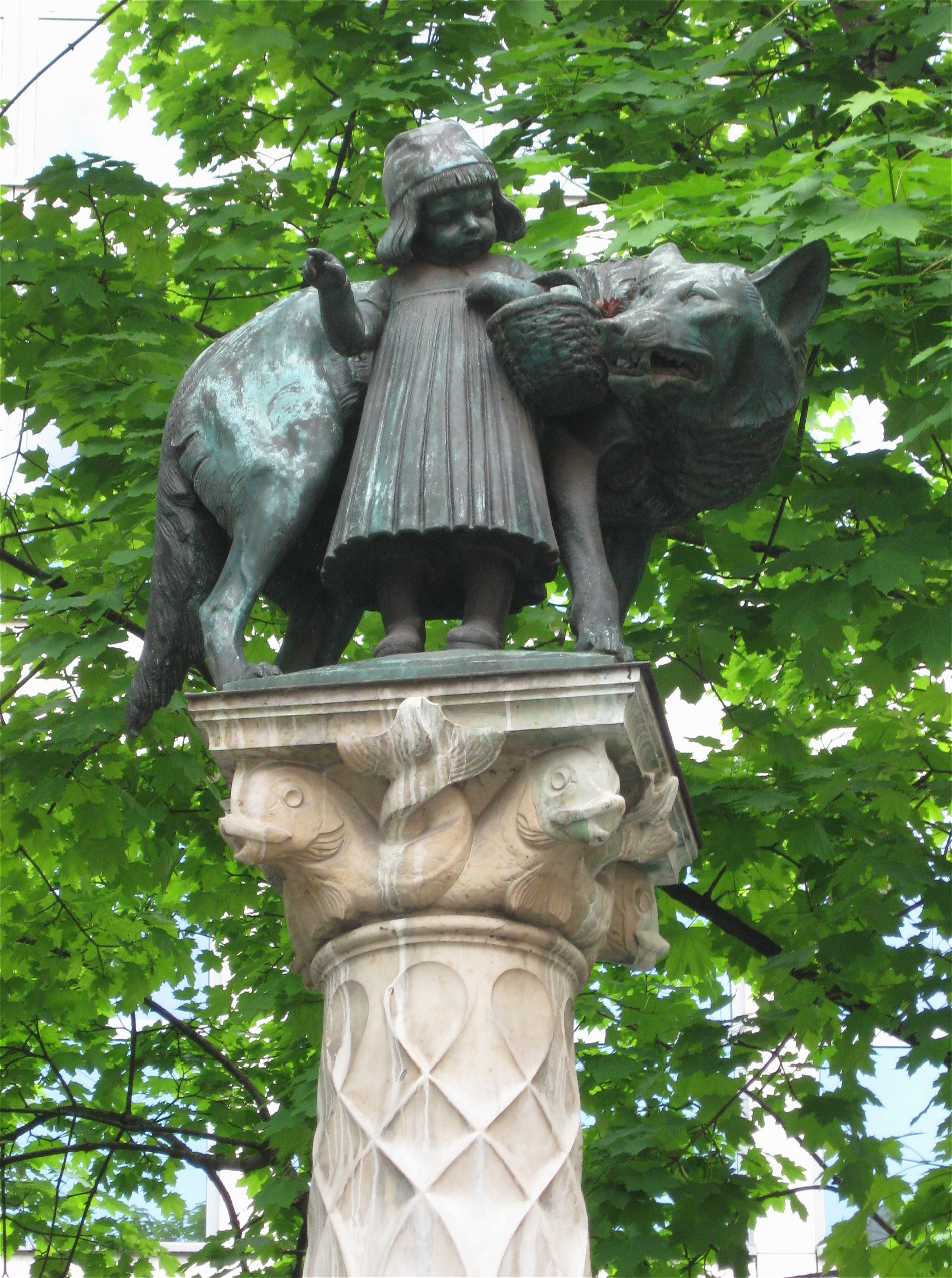
Fontaine au loup de Munich.

Heinrich Düll est le fils d'un sculpteur et enseignant à l'académie des beaux-arts de Düsseldorf. Il est élève à Munich de l'école royale des arts, notamment auprès du sculpteur Anton Hess et de l'architecte Leonhard Romeis. De 1887 à 1892, il étudie à l'académie des beaux-arts de Munich à l'atelier du sculpteur Syrius Eberle et de l'architecte Friedrich von Thiersch.

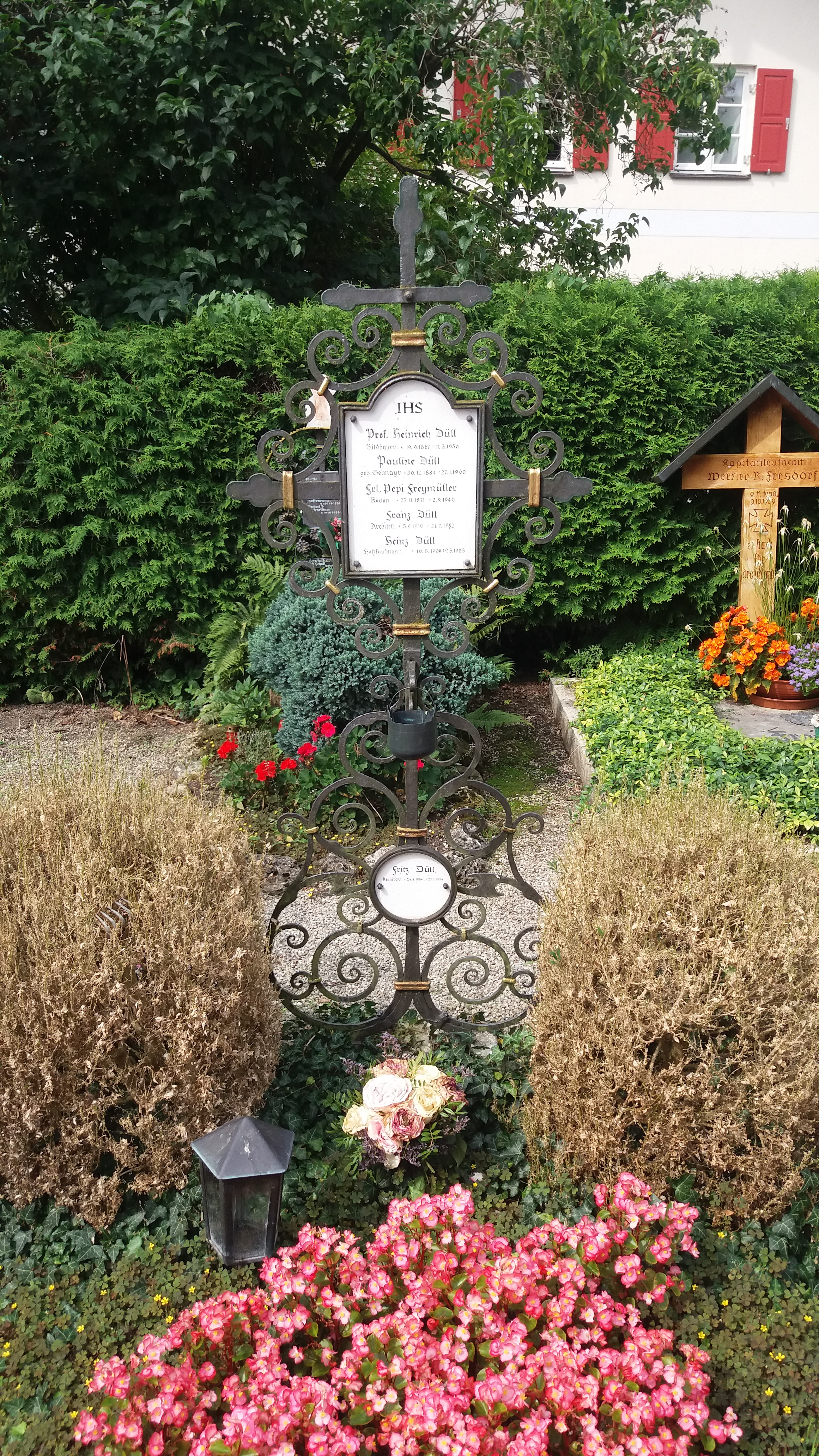
Sépulture de la famille Heinrich Düll au cimetière de Fraueninsel.

Il fait la connaissance à Munich en 1885 de Georg Pezold (de) avec qui il travaillera et entretiendra toute sa vie des liens étroits.
En 1894, il fait partie d'un groupe d'artistes et de littérateurs qui se réunissent dans le faubourg de Bogenhausen, où il a un atelier avec Pezold au no 31 de la Möhlstraße (de). Il reçoit en 1896 la commande d'un monument à la paix avec Georg Pezold et Max Heilmaier, sur la Prinzregententerrasse. il est inauguré le 16 juillet 1899.
Düll épouse en 1908 Pauline Selmayr (1884-1960), fille de l'entrepreneur Josef Selmayr qui en tant que maire de Bogenhausen favorisa la fusion de ce faubourg avec la municipalité de Munich.
Il jouait de la flûte à bec, d'abord dans des groupes de musique folklorique bavaroise, des arrangements d'opéra et des marches et à partir de 1897 avec le Bogenhauser Künstlerkapelle, qu'il a co-fondé, pour faire revivre des partitions de maîtres anciens.
Sa villa de Bogenhausen ayant été gravement endommagée pendant la guerre, il déménage à Frauenchiemsee. Il est enterré au cimetière de Fraueninsel.

## Œuvre

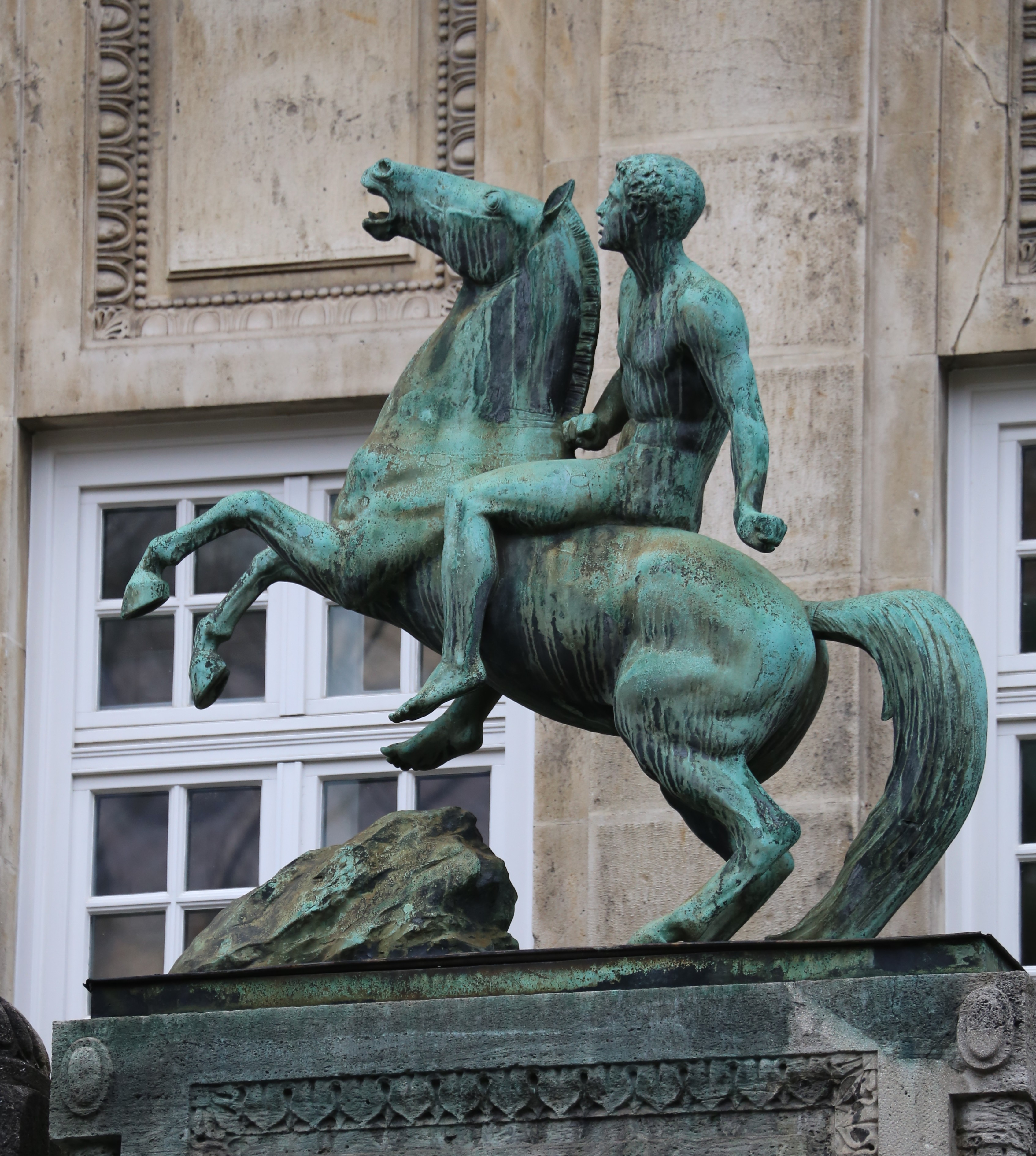
Cavalier de la Promenadeplatz de Munich.

Un certain nombre des œuvres du duo Düll/Pezold se trouve aujourd'hui à ciel ouvert à Munich. Leur œuvre la plus connue de concert avec Max Heilmaier, est l'ange de la paix de Munich.
- Monument de la Paix de Munich (Europaplatz), 1896-1899, bronze doré, calcaire, mosaïques, avec Max Heilmaier
- Fontaine de saint Georges (dans la cour du TOGAL, Ismaninger Str. 109, Munich), 1901
- Fontaine au loup (Kosttor, Munich), 1904, bronze, marbre de Treuchtling, granite
- Rouages de la  Hanse et Hammonia (de) comme couronnement du pignon de la façade du magasin Oberpollinger (Neuhauser Straße 18, München), 1904–1905[5]
- Allégorie des quatre éléments (Pont Maximilien-Joseph, Munich), 1906
- Allégorie de la Haute-Bavière, façade Ouest du Nouvel hôtel de ville de Munich (Weinstraße (de), Munich), avant 1908[6]
- Statue du prince Ferdinand-Marie de Bavière, façade Sud du Nouvel hôtel de ville de Munich (Marienplatz 8, Munich), avant 1908
- Cheval cabré avec cavalier (Promenadeplatz 9, Munich), 1909-1910, bronze
- Obélisque en l'honneur du prince-régent Léopold (Luitpoldpark de Munich), 1910-1911, calacaire de Basse-Franconie, bronze[7]